# Bettina Lobkowicz
Bettina Lobkowicz (* 18. července 1958 Curych) je švýcarsko-česká podnikatelka ve vinařství a bývalá manželka Jiřího Lobkowicze, majitele zámku Mělník a Hořín.

## Životopis
Narodila se jako čtvrtá dcera továrníka Henriho Egli a Hedwigy, roz. Naef. Vyrůstala na venkově v německy mluvící části Švýcarska. Její předkové podnikali v Turecku. Její dědeček pracoval jako inženýr leteckých motorů. Na Universitě St. Gallen studovala  ekonomii a politiku. Jejím vyučujícím byl i Ota Šik. Studium absolvovala s titulem lic. rer. publ. HSG. Vysokoškolská studia zakončila cestou kolem světa.
Po univerzitních studiích pracovala jako delegátka Mezinárodního červeného Kříže v Salvadoru, kde v době občanské války pátrali po zmizelých lidech, a ve Španělsku, kde zpracovávala zprávu o stavu vězeňství.
Následně pracovala jako investiční bankéřka pro Credit Suisse v Curychu, pak v Londýně a po svatbě v Paříži. Poté se manželé přestěhovali do Monte Carla. Na Vánoce 1989 učinili zásadní rozhodnutí a v roce 1990 se přestěhovali do Prahy. Poté spravovala majetek manžela – vinařství, zámek, domy a lesy. Na zámku je navštívil např. princ Charles, pozdější král Karel III. Mluví německy, francouzsky, anglicky, italsky, španělsky, portugalsky, samozřejmě se naučila česky. S manželem mluvili francouzsky. Má také základy latiny a udělala si řidičský průkaz na traktor.
Od roku 2009 se pohybuje mezi Švýcarskem, Prahou a Mělníkem.

## Vinařství
Je majitelkou vinohradů a mělnických vinných sklepů, které od manžela koupila v roce 1998. Firma byla založena v roce 1992. Hospodaří na historických vinicích Lobkowiczů jako Trojslava, Velclovka, Koráb, Thunovka, Sirotčí, Klamovka, Městská, Kriegerstein, Turbovice, Šternberka a Trautmanka. Pěstuje bílé i červené odrůdy. Vinice mají rozlohu 50 hektarů, nacházejí se na jižních a západních svazích řeky Labe s teplým mikroklimatem a nadmořskou výškou kolem 200 metrů. V roce 2009 měla firma patnáct zaměstnanců.

## Rodina
Zasnoubila se v roce 1983 a 3. prosince 1988 se v Morcote ve švýcarském kantonu Ticino provdala za Jiřího Lobkowicze (* 23. dubna 1956 Curych), syna Otakara Lobkowicze (1922–1995) a Maďarky Zuzany, roz. Széchenyiové (* 1932). Seznámili se na univerzitě. Manželství zůstalo bezdětné. Rozvedli se v roce 2011. Ex-manžel se pak podruhé oženil s opěrní pěvkyní Zdenkou Belas (* 1978 ), ale i toto manželství skončilo rozvodem.